# Danske Statsbaner

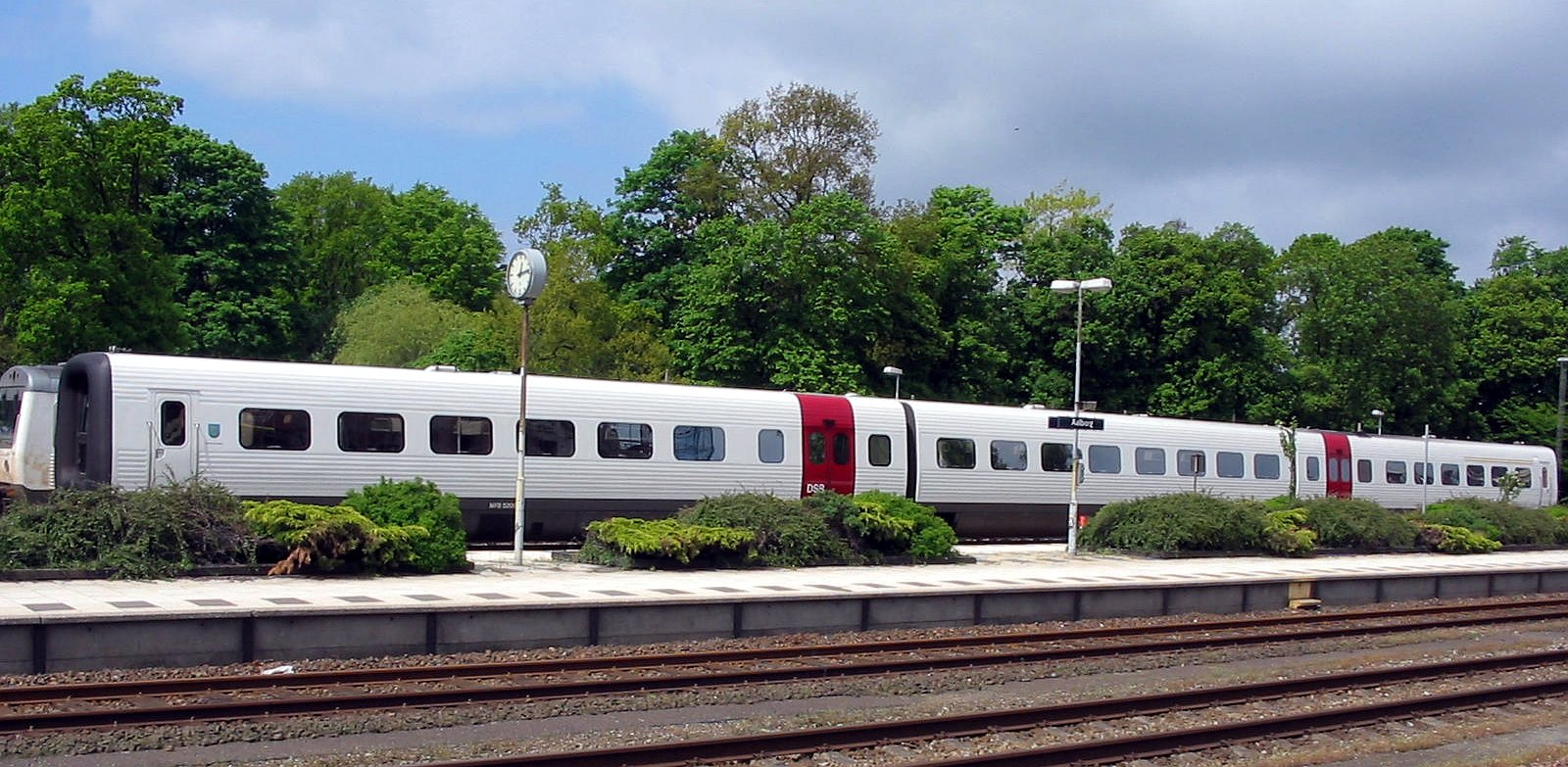
Obsługiwany przez DSB pociąg IC 3, stacja Aalborg

Danske Statsbaner SV (DSB) (z duń. „Duńskie Koleje Państwowe”) – duńskie przedsiębiorstwo kolejowe świadczące usługi kolejowego przewozu osób i usługi powiązane. DSB jest w całości własnością państwa duńskiego.
DSB prowadzi działalność również poprzez spółki zależne, m.in. w Szwecji, w Norwegii i w Wielkiej Brytanii.
W 2008 r. DSB zatrudniało około 9200 pracowników, a obroty wynosiły ok. 9,85 mld DKK (1,32 mld EUR).

## Historia
1 września 1867 państwo duńskie przejęło spółkę „Det danske Jernbane-Driftsselskab” (głównego przewoźnika w Jutlandii i na Fionii) i utworzyło „De jysk-fynske Statsbaner” (Jutlandzko-Fiońskie Koleje Państwowe). 1 stycznia 1880 państwo przejęło „Det sjællandske Jernbaneselskab” (koleje zelandzkie), tworząc spółkę „De sjællandske Statsbaner” (Zelandzkie Koleje Państwowe). W końcu, 1 października 1885 obie te spółki zostały połączone w ogólnokrajowe przedsiębiorstwo DSB – „De Danske Statsbaner”.
1 stycznia 1997 DSB zmieniły charakter na spółkę akcyjną w całości należącą do państwa; wtedy również utworzono spółkę „Banedanmark” zarządzającą siecią kolejową w Danii.

## Grupa DSB
DSB S-tog a/s – spółka świadcząca usługi kolejowe na połączeniach podmiejskich w aglomeracji kopenhaskiej. Właścicielem jest w 100% DSB SV.
DSB posiada 100% udziałów w DSB Sverige AB, DSB Norge i DSB UK Ltd AS, których działalność polega na świadczeniu usług przewozu osób i wykonywaniu innych rodzajów działalności powiązanej.
DSB posiada ponadto 60% udziałów w przedsiębiorstwie Roslagståg AB, które obsługuje linię Roslag w regionie Sztokholmu.
DSB i DSB S-tog a/s są ponadto współwłaścicielami grupy kapitałowej DSB Rejsekort A/S, która posiada 52% udziałów w Rejsekort A/S, podmiocie zajmującym się sprzedażą biletów elektronicznych w transporcie publicznym.
DSB posiada także 100% udziałów w sieci sklepów dworcowych Kort & Godt.